# Maria Nowatkis
Maria Nowatkis zam. Konopczyńska (ur. 10 stycznia 1921 w Łodzi) – pielęgniarka w kampanii wrześniowej 1939, felczer w szpitalach Acz, później od 1944 przeniesiona do 1 Armii Wojska Polskiego, do 1957 pielęgniarka szpitali wojskowych.

## Życiorys
Urodziła się 10 stycznia 1921 w Łodzi w rodzinie Jana i Bronisławy z d. Matuszczak. Została w dzieciństwie osierocona, więc wychowywała się u obcych ludzi. Ukończyła szkołę powszechną, a w 1935 rozpoczęła naukę w gimnazjum państwowym w Łodzi, ale w związku ze złymi warunkami materialnymi musiała ją przerwać po dwóch latach nauki. W latach 1937-1938 ukończyła 7-miesięczny Kurs Pielęgniarski PCK i zaczęła pracować prywatnie u lekarza. W latach 1937-1939 była członkinią Towarzystwa Uniwersytetu Robotniczego.
We wrześniu 1939 wykonywała obowiązki pielęgniarki w Szpitalu Wojskowym w Łodzi. Z grupą ewakuowanych rannych dotarła spod Zgierza do Lublina, których umieściła w Szpitalu Bobolanum. Sama dotarła aż do Glinian w b. woj. Tarnopolskim, skąd została przez Rosjan wysłana do szpitala Acz nr 713 znajdującego się w Tarnopolu. Pracowała w nim jako pielęgniarka od 30 września 1939 do stycznia 1940, kiedy to została przeniesiona do II Klinicznego Szpitala im. Łostoczkina w Odessie. Do lipca 1941 pracowała w nim jako pielęgniarka na Oddziale Chirurgicznym. Jednocześnie ukończyła kurs starszych sióstr. Później została skierowana na stanowisko starszej instruktorki sanitarnej do 30 ekspedycyjnego pułku 9 Armii w Besarabii, a od listopada 1941 do kwietnia 1942 do 201 pułku strzeleckiego 39 Armii w Donbasie, a następnie w Stalingradzie. Została tam ciężko ranna od pocisku artyleryjskiegoa  i ewakuowano ją za Wołgę, przez blisko pięć miesięcy leczyła się w szpitalu Marynarki Wojennej w Baku, następnie w Tbilisi. Od kwietnia 1942 do listopada 1943 wykonywała obowiązki felczera 490 pułku lotniczego, a do kwietnia 1944 starszej siostry operacyjnej w 14 Szpitalu Ewakuacyjnym 4 Frontu Ukraińskiego. 5 maja 1944 przeniesiono ją w stopniu chorążego do Armii Berlinga, gdzie 20 maja 1944 złożyła przysięgę wojskową. Od 6 maja 1944 do 9 czerwca 1945 była felczerem 1 kompanii 2 samodzielnego batalionu budowlanego 1 Armii Wojska Polskiego, z którym przeszła cały szlak bojowy przez Lublin, przyczółki na Wiśle, Warszawę, Wał Pomorski, forsowanie Odry, Berlin.
Po wojnie, od czerwca 1945 do lutego 1946 pełniła funkcję felczera w 37 samodzielnym batalionie budowlanym, następnie do czerwca 1946 w 2 morskim batalionie łączności, a do grudnia 1946 w 2 batalionie samochodowym. Później do października 1947 była instruktorem sanitarnym w 1 zmotoryzowanym pułku pontonowym we Włocławku. Do lutego 1948 przebywała na leczeniu w Łodzi, później w sanatorium w Busku-Zdroju. Od 21 lutego 1948 do 13 lipca 1950 była zatrudniona w Szpitalu Garnizonowym w Żarach, początkowo na mocy przydziału jako instruktorka Izby Przyjęć, później jako siostra operacyjna Oddziału Chirurgicznego. W Żarach zawarła związek małżeński z Ryszardem Konopczyńskim. Mieli dwoje dzieci, Danutę (ur. w 1950) i Mariana ( ur. w 1954). W latach 1950-1953 była siostrą oddziałową Oddziału Wewnętrznego w Wojskowym Szpitalu Okręgowym Nr 2 w Bydgoszczy. W związku z konfliktem z przełożonym, który wnioskował, żeby została zwolniona ze służby wojskowej, w maju 1953 przeniesiono Marię jako felczera do 113 Wojskowego Szpitala Okręgowego w Grudziądzu w którym pełniła także nieetatowo obowiązki pielęgniarki przełożonej szpitala. Jej trudności służbowe były powodowane trudną sytuacją rodzinną, polegające koniecznością pogodzenia pracy z wychowaniem dwójki małych dzieci. 15 czerwca 1957 z przyczyn organizacyjnych została zwolniona ze służby zawodowej w wojsku polskim. Dalsze jej losy są na razie nieznane.

## Awanse
- chorąży – 5 maj 1944
- podporucznik – 11 październik 1946
- porucznik – 22 lipca 1950
- kapitan – 12 października 1968

## Odznaczenia
- Krzyż Srebrny Orderu Wojskowego Virtuti Militari[a]
- Srebrny Krzyż Zasługi – 1946
- Brązowy Medal „Zasłużonym na Polu Chwały” – 1946
- Srebrny Medal „Siły Zbrojne w Służbie Ojczyzny” – wrzesień 1954